# Collegio di South Suffolk
South Suffolk è un collegio elettorale situato nel Suffolk, nell'Est dell'Inghilterra, e rappresentato alla Camera dei comuni del Parlamento del Regno Unito. Elegge un membro del parlamento con il sistema first-past-the-post, ossia maggioritario a turno unico; l'attuale parlamentare è James Cartlidge del Partito Conservatore, che rappresenta il collegio dal 2015.

## Estensione

South Suffolk dal 1997 al 2024

- 1983-1997: il distretto di Babergh, e i ward del Borough di St Edmundsbury di Cangle, Castle, Cavendish, Chalkstone, Clare, Clements, Hundon, Kedington, St Mary's and Helions, Wickhambrook e Withersfield.
- 1997-2024: il distretto di Babergh, e i ward del Borough di St Edmundsbury di Cavendish e Clare.
- dal 2024: il distretto di Babergh.[1]

## Membri del parlamento
| Elezione | Elezione        | Deputato | Partito      |
| -------- | --------------- | -------- | ------------ |
|          | 1983            | Tim Yeo  | Conservatore |
| 2015     | James Cartlidge |          | Conservatore |

## Elezioni

### Elezioni negli anni 2020
| Partito                    | Partito                                   | Candidato                  | Risultati 4 luglio 2024 | Risultati 4 luglio 2024 |
| Partito                    | Partito                                   | Candidato                  | Voti                    | %                       |
| -------------------------- | ----------------------------------------- | -------------------------- | ----------------------- | ----------------------- |
|                            | Conservatore                              | James Cartlidge            | 16 082                  | 32,95                   |
|                            | Laburista                                 | Emma Bishton               | 13 035                  | 26,71                   |
|                            | Reform UK                                 | Bev England                | 9 252                   | 18,96                   |
|                            | Lib Dem                                   | Tom Bartleet               | 6 424                   | 13,16                   |
|                            | Verdi                                     | Jessie Carter              | 4 008                   | 8,21                    |
|                            |                                           |                            |                         |                         |
| Iscritti                   | Iscritti                                  | Iscritti                   | 73 385                  | 100,00                  |
| ↳ Votanti (% su iscritti)  | ↳ Votanti (% su iscritti)                 | ↳ Votanti (% su iscritti)  | 48 801                  | 66,50                   |
| ↳ Astenuti (% su iscritti) | ↳ Astenuti (% su iscritti)                | ↳ Astenuti (% su iscritti) | 24 584                  | 33,50                   |
|                            |                                           |                            |                         |                         |
|                            | Esito: collegio confermato a Conservatore |                            |                         |                         |

### Elezioni negli anni 2010
| Partito                    | Partito                                   | Candidato                  | Risultati 12 dicembre 2019 | Risultati 12 dicembre 2019 |
| Partito                    | Partito                                   | Candidato                  | Voti                       | %                          |
| -------------------------- | ----------------------------------------- | -------------------------- | -------------------------- | -------------------------- |
|                            | Conservatore                              | James Cartlidge            | 33 270                     | 62,20                      |
|                            | Laburista                                 | Elizabeth Hughes           | 10 373                     | 19,39                      |
|                            | Lib Dem                                   | David Beavan               | 6 702                      | 12,53                      |
|                            | Verdi                                     | Robert Lindsay             | 3 144                      | 5,88                       |
|                            |                                           |                            |                            |                            |
| Iscritti                   | Iscritti                                  | Iscritti                   | 76 201                     | 100,00                     |
| ↳ Votanti (% su iscritti)  | ↳ Votanti (% su iscritti)                 | ↳ Votanti (% su iscritti)  | 53 489                     | 70,19                      |
| ↳ Astenuti (% su iscritti) | ↳ Astenuti (% su iscritti)                | ↳ Astenuti (% su iscritti) | 22 712                     | 29,81                      |
|                            |                                           |                            |                            |                            |
|                            | Esito: collegio confermato a Conservatore |                            |                            |                            |

| Partito                    | Partito                                   | Candidato                  | Risultati 8 giugno 2017 | Risultati 8 giugno 2017 |
| Partito                    | Partito                                   | Candidato                  | Voti                    | %                       |
| -------------------------- | ----------------------------------------- | -------------------------- | ----------------------- | ----------------------- |
|                            | Conservatore                              | James Cartlidge            | 32 829                  | 60,53                   |
|                            | Laburista                                 | Emma Bishton               | 15 080                  | 27,80                   |
|                            | Lib Dem                                   | Andrew Aalders-Dunthorne   | 3 154                   | 5,82                    |
|                            | Verdi                                     | Robert Lindsay             | 1 723                   | 3,18                    |
|                            | UKIP                                      | Aidan Powlesland           | 1 449                   | 2,67                    |
|                            |                                           |                            |                         |                         |
| Iscritti                   | Iscritti                                  | Iscritti                   | 75 536                  | 100,00                  |
| ↳ Votanti (% su iscritti)  | ↳ Votanti (% su iscritti)                 | ↳ Votanti (% su iscritti)  | 54 235                  | 71,80                   |
| ↳ Astenuti (% su iscritti) | ↳ Astenuti (% su iscritti)                | ↳ Astenuti (% su iscritti) | 21 301                  | 28,20                   |
|                            |                                           |                            |                         |                         |
|                            | Esito: collegio confermato a Conservatore |                            |                         |                         |

| Partito                    | Partito                                   | Candidato                  | Risultati 7 maggio 2015 | Risultati 7 maggio 2015 |
| Partito                    | Partito                                   | Candidato                  | Voti                    | %                       |
| -------------------------- | ----------------------------------------- | -------------------------- | ----------------------- | ----------------------- |
|                            | Conservatore                              | James Cartlidge            | 27 546                  | 53,07                   |
|                            | Laburista                                 | Jane Basham                | 10 001                  | 19,27                   |
|                            | UKIP                                      | Steven Whalley             | 7 897                   | 15,21                   |
|                            | Lib Dem                                   | Grace Weaver               | 4 044                   | 7,79                    |
|                            | Verdi                                     | Robert Lindsay             | 2 253                   | 4,34                    |
|                            | Popoli Cristiani                          | Stephen Todd               | 166                     | 0,32                    |
|                            |                                           |                            |                         |                         |
| Iscritti                   | Iscritti                                  | Iscritti                   | 73 108                  | 100,00                  |
| ↳ Votanti (% su iscritti)  | ↳ Votanti (% su iscritti)                 | ↳ Votanti (% su iscritti)  | 51 907                  | 71,00                   |
| ↳ Astenuti (% su iscritti) | ↳ Astenuti (% su iscritti)                | ↳ Astenuti (% su iscritti) | 21 201                  | 29,00                   |
|                            |                                           |                            |                         |                         |
|                            | Esito: collegio confermato a Conservatore |                            |                         |                         |

| Partito                    | Partito                                   | Candidato                  | Risultati 6 maggio 2010 | Risultati 6 maggio 2010 |
| Partito                    | Partito                                   | Candidato                  | Voti                    | %                       |
| -------------------------- | ----------------------------------------- | -------------------------- | ----------------------- | ----------------------- |
|                            | Conservatore                              | Tim Yeo                    | 24 550                  | 47,75                   |
|                            | Lib Dem                                   | Nigel Bennett              | 15 861                  | 30,85                   |
|                            | Laburista                                 | Emma Bishton               | 7 368                   | 14,33                   |
|                            | UKIP                                      | David Campbell Bannerman   | 3 637                   | 7,07                    |
|                            |                                           |                            |                         |                         |
| Iscritti                   | Iscritti                                  | Iscritti                   | 72 519                  | 100,00                  |
| ↳ Votanti (% su iscritti)  | ↳ Votanti (% su iscritti)                 | ↳ Votanti (% su iscritti)  | 51 416                  | 70,90                   |
| ↳ Astenuti (% su iscritti) | ↳ Astenuti (% su iscritti)                | ↳ Astenuti (% su iscritti) | 21 103                  | 29,10                   |
|                            |                                           |                            |                         |                         |
|                            | Esito: collegio confermato a Conservatore |                            |                         |                         |

### Elezioni negli anni 2000
| Partito                    | Partito                                   | Candidato                  | Risultati 5 maggio 2005 | Risultati 5 maggio 2005 |
| Partito                    | Partito                                   | Candidato                  | Voti                    | %                       |
| -------------------------- | ----------------------------------------- | -------------------------- | ----------------------- | ----------------------- |
|                            | Conservatore                              | Tim Yeo                    | 20 471                  | 42,03                   |
|                            | Lib Dem                                   | Kathy Pollard              | 13 865                  | 28,47                   |
|                            | Laburista                                 | Kevin Craig                | 11 917                  | 24,47                   |
|                            | UKIP                                      | James Carver               | 2 454                   | 5,04                    |
|                            |                                           |                            |                         |                         |
| Iscritti                   | Iscritti                                  | Iscritti                   | 67 837                  | 100,00                  |
| ↳ Votanti (% su iscritti)  | ↳ Votanti (% su iscritti)                 | ↳ Votanti (% su iscritti)  | 48 707                  | 71,80                   |
| ↳ Astenuti (% su iscritti) | ↳ Astenuti (% su iscritti)                | ↳ Astenuti (% su iscritti) | 19 130                  | 28,20                   |
|                            |                                           |                            |                         |                         |
|                            | Esito: collegio confermato a Conservatore |                            |                         |                         |

| Partito                    | Partito                                   | Candidato                  | Risultati 7 giugno 2001 | Risultati 7 giugno 2001 |
| Partito                    | Partito                                   | Candidato                  | Voti                    | %                       |
| -------------------------- | ----------------------------------------- | -------------------------- | ----------------------- | ----------------------- |
|                            | Conservatore                              | Tim Yeo                    | 18 748                  | 41,39                   |
|                            | Laburista                                 | Marc Young                 | 13 667                  | 30,17                   |
|                            | Lib Dem                                   | Tessa Munt                 | 11 296                  | 24,94                   |
|                            | UKIP                                      | Derek Allen                | 1 582                   | 3,49                    |
|                            |                                           |                            |                         |                         |
| Iscritti                   | Iscritti                                  | Iscritti                   | 68 418                  | 100,00                  |
| ↳ Votanti (% su iscritti)  | ↳ Votanti (% su iscritti)                 | ↳ Votanti (% su iscritti)  | 45 293                  | 66,20                   |
| ↳ Astenuti (% su iscritti) | ↳ Astenuti (% su iscritti)                | ↳ Astenuti (% su iscritti) | 23 125                  | 33,80                   |
|                            |                                           |                            |                         |                         |
|                            | Esito: collegio confermato a Conservatore |                            |                         |                         |

## Risultati dei referendum

### Referendum sulla permanenza del Regno Unito nell'Unione europea del 2016
|             | Collegio      | Lasciare UE % | Rimanere in UE % |
| ----------- | ------------- | ------------- | ---------------- |
|             | South Suffolk | 54,1%         | 45,9%            |
| Inghilterra | 53,3%         | 46,7%         |                  |
| Regno Unito | 51,9%         | 48,1%         |                  |